# 日本趣味
日本趣味（Japonaiserie）是荷蘭畫家文森特·梵高發明的一個詞語，用來表達日本主義對當代歐洲藝術的影響。 在黑船事件之前，荷蘭是僅有的對日貿易商，在此之後日本與西方的交流日漸增多，而梵高也因此受到了影響。
梵高和馬奈、莫奈等其他藝術家一樣開始收集日本的浮世繪作品，梵高實際還和弟弟西奧做過一段時間的浮世繪買賣生意，並收集了上百幅浮世繪。 因此梵高對日本藝術產生了興趣， 1887年時，梵高繪製的作品《藝伎（仿英泉）》即是受了日本浮世繪畫家溪齋英泉影響，此外當年他還仿繪過兩幅歌川廣重的作品。

## 外部連結
- Bridge in the Rain (after Hiroshige) （页面存档备份，存于） on Google Art Project
- Krikke, Jan. . The Vincent van Gogh Gallery.   [2010-08-25]. （原始内容存档于2021-03-01）.
- . Van Gogh Museum, Amsterdam.   [2010-08-25]. （原始内容存档于2014-03-23）.